# 天园六
天园六 (波江座θ / θ Eri) 是波江座的一对双星，英文名Acamar。两个成员分别为波江座θ1和波江座θ2。这个系统与太阳的距离经依巴谷卫星测量大约为160光年。

## 恒星系统
天园六是一个双星系统，有证据表示它是多星系统的一部分。主星波江座θ1，光谱分类A4，视星等3.2。伴星波江座θ2，光谱分类A1，视星等4.3。两星的角距离为8.3弧秒。
托勒密描述天园六是个一等星，实际上应该是水委一，在现今托勒密居住的亚历山大港它只会稍微出现在地平线以上。但是因为岁差托勒密当时看不到水委一，它在公元100年的时候的赤纬为-67，就算是在阿斯旺也看不到。因此托勒密的波江座毫无疑问的在天园六结束，它在当时的亚历山大港最高上升到地平线上10度。